# Кормак, Аллан
Аллан Маклауд Кормак (англ. Allan McLeod Cormack; 23 февраля 1924, Йоханнесбург, Южная Африка — 7 мая 1998, Уинчестер, штат Массачусетс, США) — южноафриканский и американский физик, лауреат Нобелевской премии по физиологии и медицине 1979 года «за разработку компьютерной томографии», которую он получил с Годфри Хаунсфилдом.
Член Национальной академии наук США (1983).

## Биография
Родители Аллана Кормака, отец-инженер и мать-учительница, переехали в Южную Африку перед Первой мировой войной из северной Шотландии. Кормак родился 23 февраля 1924 года в Йоханнесбурге и был младшим из трёх детей. В 1936 году семья обосновалась в Кейптауне, где Кормак закончил Кейптаунский университет в 1945 году. Его интерес к астрономии пробудил желание изучать физику и математику. После окончания университета он поехал в качестве студента-исследователя в колледж Сент-Джона в Кембриджском университете и работал в Кавендишской лаборатории у Отто Фриша. Там он познакомился с американской студенткой, которая позже стала его женой. В 1950 году вернулся в Кейптаун, где в основном занимался ядерной физикой и физикой элементарных частиц, но в 1956 году заинтересовался проблемой рентгеновской технологии, которая позже привела к появлению компьютерной томографии. Во время научной командировки в Гарвардский университет в 1956—1957 годах, где Кормак работал на циклотроне, он получил предложение в Тафтский университет. Там Кормак проработал всю жизнь. В 1968—1976 годах был заведующим отделом физики университета.
В 1963—1964 годах Кормак опубликовал несколько работ по компьютерной томографии, что вначале не заинтересовало научное сообщество. Он вернулся к этой проблеме вновь лишь в начале 1970-х годов, когда появились новые разработки в этой области.